# Versatile Multilayer Disc
O Versatile Multilayer Disc (VMD ou HD VMD), em português Disco Versátil de Múltiplas Camadas, é um disco de armazenamento de dados de multiplas camadas o que permite um considerável aumento em sua capacídade, é desenvolvido pela empresa New Medium Enterprises (NME), e tem exatamente o mesmo tamanho e espessura de um DVD.

## Informações

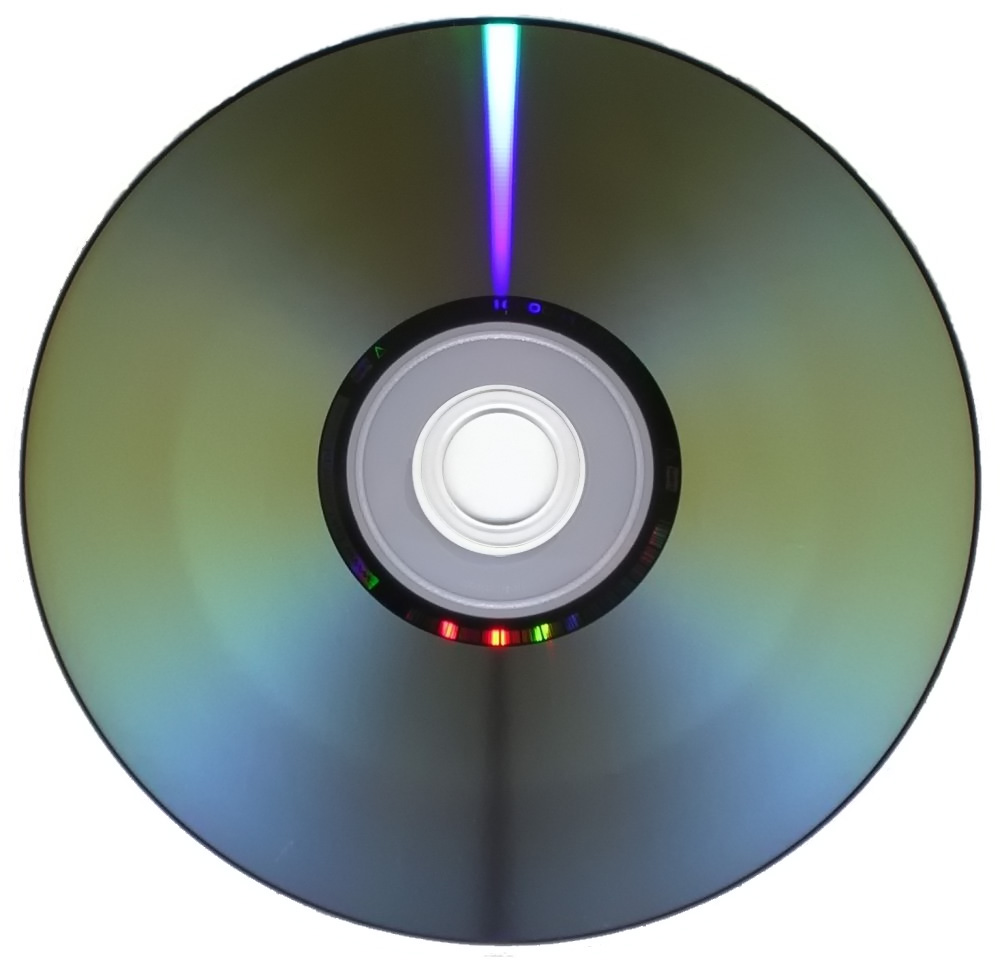
Mídia de DVD-ROM.

Enquanto um DVD utiliza apenas uma ou duas camadas, um VMD utiliza múltiplas camadas, portanto sua capacidade de armazenamento é consideravelmente maior. Cada camada adicional representa um aumento de 5GB sobre a capacidade de um DVD. A tecnologia VMD permite colocar até 20 camadas em um único disco, sem perda de qualidade no conteúdo. Isso representa uma capacidade de 100GB ou mais. O VMD conta com recursos que podem oferecer grande qualidade de imagem e som, pois possui capacidade de armazenamento comparável aos caros Blu-Ray Disc e HD DVD, e em contrapartida custa o mesmo que os dispositivos convencionais.
O VMD é a solução do armazenamento móvel para instituições que necessitam de uma alta capacidade de armazenamento, especialmente aquelas que precisam arquivar informações constantemente. Ele também é adequado para uma série de aplicações, incluindo armazenamento de dados de computadores (back-up) e é uma ponte de convergência entre aplicações para computadores e produtos eletrônicos de entretenimento.

## Vantagens
Suas principais vantagens são:
- versatilidade, pois é retro-compatível com os formatos existentes, permitindo que os drives de VMD possam ler outros formatos como CD e DVD;
- adaptabilidade, uma vez que essa tecnologia não está restrita ao laser vermelho podendo ser facilmente aplicada ao laser azul;
- acessibilidade, pois o suporte requer pequenas modificações no processo de produção, isso significa que o preço dos equipamentos compatíveis será praticamente o mesmo dos leitores de DVD atuais.

O VMD tem tudo para se tornar o novo formato padrão para filmes, pois oferece maior capacidade de armazenamento por disco. Para armazenar um “longa-metragem” em alta definição, são necessários pelo menos 20GB, enquanto que um DVD atual armazena apenas 8.5GB.

## Especificações
- Capacidade de armazenamento acima de 48 GB, em um único lado, com a tecnologia do laser vermelho
- Produtos iniciais baseados na tecnologia do laser vermelho
- Compatível com lentes de raio azul
- Estrutura do disco ótico de alta definição
- Mais de duas camadas de informação – um só lado
- Produzido com materiais inorgânicos, excluindo tingimentos e metais
- Múltiplas camadas (único)
- Processo vinculado (similar ao do DVD)
- Processo de propriedade 2P sem erros (único)
- Uso de materiais não metálicos semi-refletivos (único)
- Masterização (similar ao do DVD)
- Formato de arquivo MD (baseado no sistema de arquivo UDF)
- O VMD com o raio azul será capaz de suportar de 100GB a 200GB
- Imagem com qualidade em alta definição e excelente qualidade sonora
- Capacidade de 6GB por camada (máximo de 8 camadas, com quatro camadas inicialmente)
- Suporta codecs de alta definição, codecs avançados e Dolby Surround 7.1
- Suporta imagens entrelaçadas e progressivas
- A segunda e a terceira geração de leitores de VMD se conectarão com a internet e terão drives próprios
- Requer pequenas mudanças na infra-estrutura das indústrias de DVD.
- MPEG, MPEG-2, H-264 e VC1 oferecem formato de alta definição 1080 i/p